# Gare de Landivisiau
Gare de Landivisiau – stacja kolejowa w Landivisiau, w departamencie Finistère, w regionie Bretania, we Francji.
Jest stacją Société nationale des chemins de fer français (SNCF), obsługiwaną przez pociągi TER Bretagne między Brest i Morlaix.